# 앨프리드 크로버

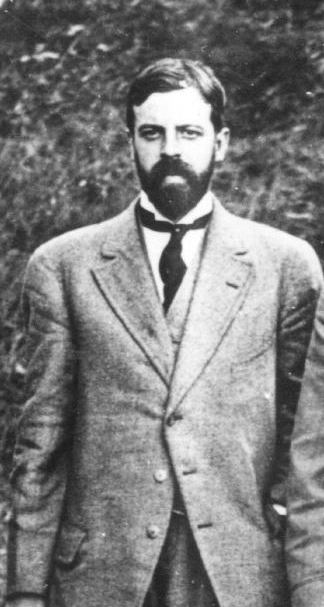

앨프리드 루이스 크로버(Alfred Louis Kroeber, 1876년 ~ 1960년)는 미국의 인류학자이다. 캘리포니아주 인디언의 민족학을 연구하기 위해 많은 자료를 수집하였으며, 문화와 문화사에 관한 문명론의 '초유기체론'으로 유명하다. 그 밖에 고고학과 언어학의 분야에도 많은 업적을 남겼다. 저서로 《인류학》이 있다.